# Martin Walkyier
Martin Walkyier es un cantante inglés que comenzó su carrera con la banda de thrash metal Sabbat a finales de 1980, lanzando dos álbumes. Después de dejar Sabbat en 1990 por diferencias con otros miembros de la banda, Walkyier se asoció con el guitarrista Steve Ramsey (Furia ex-Satan/Pariah/Blind) para formar una banda llamada Skyclad. Skyclad demostrado ser un vehículo ideal para sus letras sugerentes. Walkyier llevó Skyclad mediante la liberación de numerosos álbumes, especialmente Prince of the Poverty Line, antes de salir, al parecer frustrados por las decisiones financieras y de gestión propuestos por los otros miembros de otra banda.
Tras su salida de Skyclad, Walkyier formó otra banda, The Clan Destined en 2001. A raíz de una disputa entre él y los demás miembros de The Clan Destined, cuya naturaleza no está clara, anunció su retiro, de forma activa a hacer música en 2005, con solo un demo de  The Clan Destined . En comunicados de prensa en 2005 Walkyier declaró haber terminado el demo, junto con James Murphy (productor) y Andy Sneap ya principios de abril 2006, lo publicó en el sitio web de The Clan Destined. 
En entrevistas recientes, Martin ha declarado que utilizará el tiempo libre que ahora tiene debido a su retiro de la música para concentrarse en su escritura.
Junto con Andy Sneap, Frazer Craske (que ha abandonado la banda y fue reemplazado por Gizz Butt), Simon Jones y Simon Negus, Walkyier reformó Sabbat a finales de 2006, dando una serie de espectáculos junto con Cradle of Filth. En 2007 se habían contratado para una serie de festivales europeos. En 2008, viajó con Sabbat a los EE. UU. y el Reino Unido.
Sin embargo, a finales de octubre de 2009, Walkyier anunció que está trabajando en escribir y grabar algún material nuevo para The Clan Destined. Él se sintió alentada por mensajes de sus fanes y prometió a su padre a escribir algo para honrar su memoria. Se ha contratado el "talento excepcional" guitarrista y compositor Jacqui Taylor a la banda. Por otra parte, Jay Graham, exbaterista Skyclad se teclea en el nuevo álbum de The Clan Destined.
Walkyier afirma además:
"Actualmente estoy en busca de personas que tienen lo que se necesita para unirse conmigo en este esfuerzo creativo, tanto en el estudio y en vivo The Clan Destined (ustedes saben quienes son!).

## Con Sabbat
- Blood for the Blood God EP, 1987
- Stranger Than Fiction Demo, 1987
- A Cautionary Tale/And the Brave Man Fails Split, 1988
- History of a Time to Come Full-length, 1988
- Dreamweaver Full-length, 1989
- Wildfire/The Best of Enemies Single, 1989

## Con Skyclad
- The Wayward Sons of Mother Earth Full-Length 1991
- A Burnt Offering for the Bone Idol Full-Length 1992
- Tracks from the Wilderness EP 1992
- Jonah's Ark Full-Length 1993
- Thinking Allowed? Single 1993
- Prince of the Poverty Line Full-Length 1994
- The Silent Whales of Lunar Sea Full-Length 1995
- Irrational Anthems Full-Length 1996
- Oui Avant-Garde á Chance Full-Length 1996
- The Answer Machine? Full-Length 1997
- Outrageous Fourtunes Limited Edition EP 1998
- Vintage Whine Full-Length 1999
- Classix Shape Limited Edition EP 1999
- Folkémon Full-Length 2000
- Another Fine Mess Live Album 2001

## Con The Clan Destined
- In the Big Ending Demo 2006